# 卢邦洛拉盖
卢邦洛拉盖（法語：Loubens-Lauragais）是法国上加龙省的一个市镇，属于图卢兹区（Toulouse）卡拉芒县（Caraman）。该市镇总面积6.47平方公里，2009年时的人口为406人。

## 人口
卢邦洛拉盖人口变化图示